# География Боснии и Герцеговины

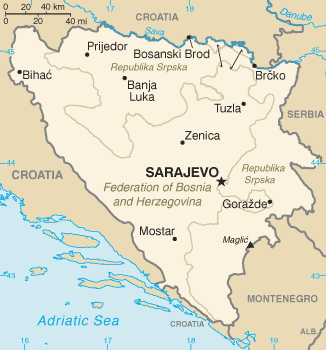

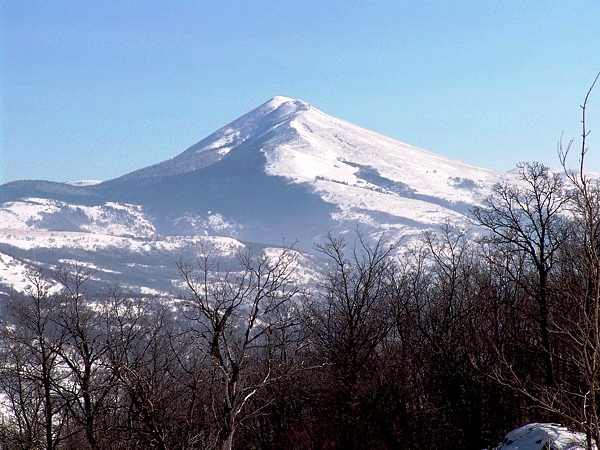
Гора Цинцар (2085 м)

Босния и Герцеговина расположена на юго-востоке Европы. Площадь страны составляет около 51,1 тыс. км². Самую протяжённую границу она имеет с Хорватией (932 км) — на севере, западе и юге, с Сербией она граничит на востоке (357 км), с Черногорией — на юго-востоке (249 км).
Почти вся территория Боснии и Герцеговины, за исключением севера, лежит в пределах Динарского нагорья, сильно расчленённые хребты которого простираются параллельно друг другу с северо-запада на юго-восток. Между хребтами вытянуты обширные межгорные котловины, в которых располагается большинство населённых пунктов страны. Высота хребтов понижается от центра к границе с Хорватией на севере и юге. Высочайшая вершина — гора Маглич (2386 м). В горах, сложенных известняковыми толщами, распространены карстовые формы рельефа (карстовые пещеры, подземные реки, карры), а в межгорных котловинах — обширные карстовые поля (самое крупное Ливаньско-Поле — 405 км²). На юге Динарского нагорья, в районе города Неум, Босния и Герцеговина имеет небольшой выход к Адриатическому морю (но прибрежные воды принадлежат Хорватии). На севере, в долине реки Савы расположена южная часть Среднедунайской низменности.
Территория страны образовалась во время альпийской складчатости и расположена в пределах Альпийско-Гималайского подвижного пояса, что объясняет высокую сейсмичность Динарского нагорья. 27 октября 1969 катастрофическое землетрясение полностью разрушило город Баня-Лука.
Недра Боснии и Герцеговины богаты бокситами, медью, свинцом, цинком, хромом, кобальтом, марганцем, лигнитами, бурым углём, железными рудами, ртутью, каменной солью. Также среди полезных ископаемых стоит отметить глину, гипс, песок и другие.
На большей части территории Боснии и Герцеговины климат умеренно континентальный с тёплым летом и умеренно прохладной зимой. На юго-западе страны климат субтропический средиземноморский, с сухим жарким летом и тёплой влажной зимой. В континентальной части осадки выпадают равномерно в течение года (800—100 мм на равнинах и 1500—1800 мм в горах), в приадриатической части в год выпадает 1600 мм осадков с максимумом в ноябре-декабре.
Реки республики принадлежат бассейнам Дуная (3/4) и Адриатического моря (1/4). На север текут реки Уна, Врбас, Босна (река), Дрина, впадающие в Саву, принадлежащую бассейну Дуная. Река Неретва впадает в Адриатическое море. На горных реках, обладающих большим гидроэнергетическим потенциалом, построено около 30 ГЭС (Бушко Блато, Ябланица).
Леса занимают около половины территории страны (в основном в горах). Сельскохозяйственные угодья вытеснили леса с равнинных территорий. В нижнем поясе гор на северных склонах произрастают широколиственные леса, сменяющиеся выше 900 м елово-пихтовыми лесами, а выше 1700 м — сосновым криволесьем и субальпийскими лугами. Юго-западные склоны заняты вечнозелёной средиземноморской растительностью.

## Физико-Географическая карта
| Физико-Географическая карта Боснии и Герцеговины |                       |
| Высочайшие горы и крупнейшие реки страны         |                       |
| Горы                                             | Реки                  |
| 1. Маглич (2386 м)                               | 1. Сава (945 км)      |
| 2. Волуяк (2336 м)                               | 2. Дрина (346 км)     |
| 3. Чврсница (2222 м)                             | 3. Босна (271 км)     |
| 4. Враница (2110 м)                              | 4. Врбас (240 км)     |
| 5. Прень (2103 м)                                | 5. Неретва (218 км)   |
| 6. Трескавица (2086 м)                           | 6. Уна (214 км)       |
| 7. Вран (2047 м)                                 | 7. Сана (140 км)      |
| 8. Белашница (2066 м)                            | 8. Спреча (112 км)    |
| 9. Лелия (2032 м)                                | 9. Требишница (96 км) |
| 10. Зеленгора (2014 м)                           | 10. Усора (77 км)     |